# Karl-Hans Riehm
Karl-Hans Riehm   (Konz, 31 de maig de 1951) és un atleta alemany, ja retirat, especialista en el llançament de martell, que va competir sota bandera de la República Federal Alemanya durant les dècades de 1970 i 1980.
El 1972 va prendre part en els Jocs Olímpics d'Estiu de Múnic, on fou desè en la prova del llançament de martell del programa d'atletisme. Quatre anys més tard, als Jocs de Mont-real, fou quart en la mateixa prova. El 1984, a Los Angeles, va disputar els seus tercers i darrers Jocs, en els quals va guanyar la medalla de plata en el llançament de martell.
En el seu palmarès també destaca una medalla de bronze al Campionats d'Europa de 1978, mentre al Campionat del Món d'atletisme destaca la setena posició el 1983. Guanyà deu campionats alemanys de martell, el 1973, de 1975 a 1981 i de 1983 a 1984.
El 19 de maig de 1975, a Rehlingen, va millorar el rècord del món d'Aleksey Spiridonov de 76,66 metres en tres ocasions fins a situar-lo en 	78,50 metres. El 6 d'agost de 1978 el tornà a millorar en llençar el martell fins als 80,32 metres.

## Millors marques
- Llançament de martell. 80,80 metres (1980)[2]